# Burgruine Dobra

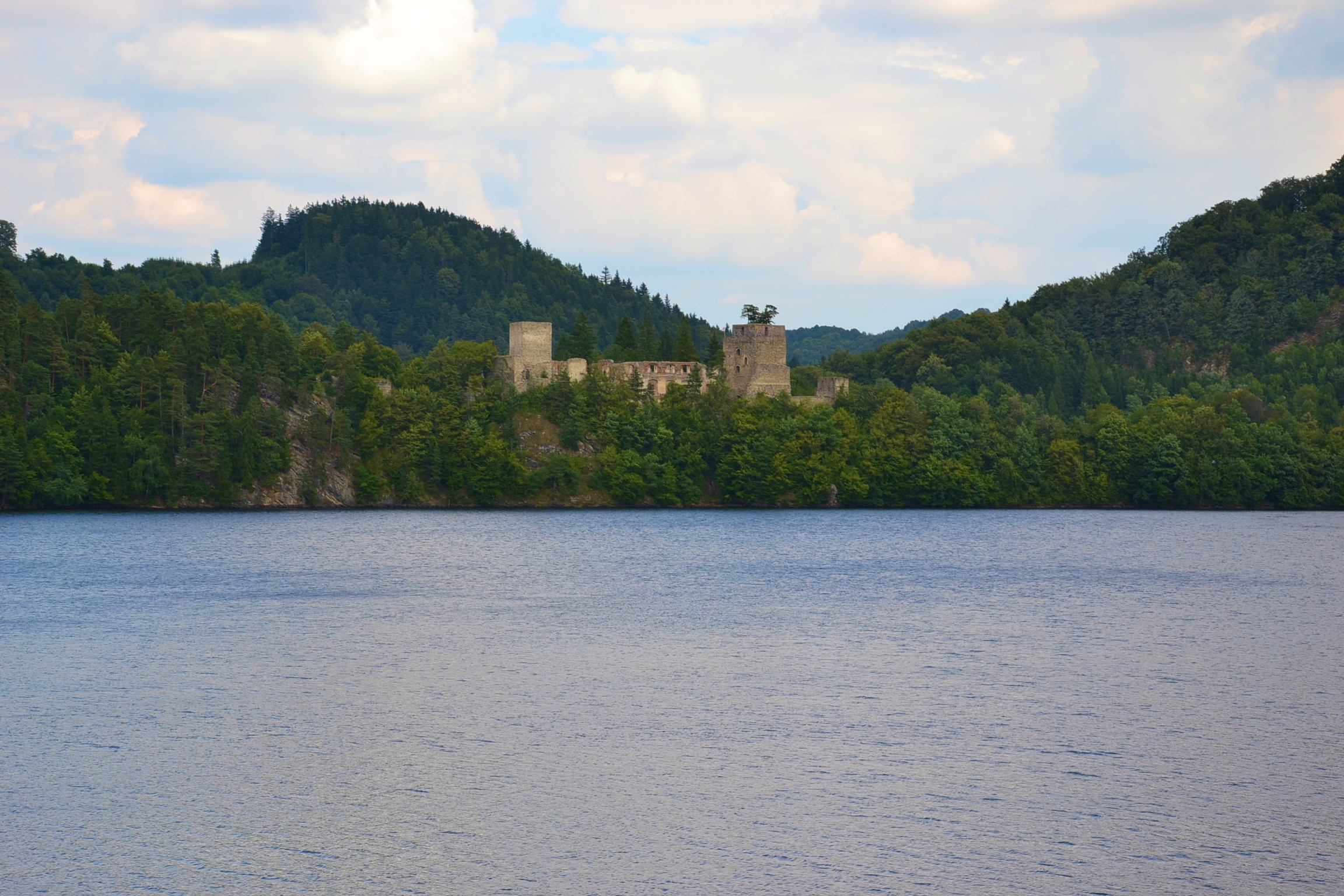
Westseite der Burgruine Dobra und im Vordergrund der Stausee Dobra

Die Burgruine Dobra ist die Ruine einer Höhenburg in der Gemeinde Pölla in Niederösterreich und befindet sich über dem linken Ufer des Dobrastausees, rund 5 Kilometer westlich von Krumau am Kamp.

## Geschichte
Der Wehrbau wurde 1186 mit Hertnit von Dobra urkundlich erstmals erwähnt. Der Name stammt vom südslawischen Wort für Wald. Zu Beginn des 18. Jahrhunderts war Freiherr Johann Philipp von Ehrmann Besitzer der Herrschaft Dobra. Nachdem er das Schloss Wetzlas, einen ehemaligen Meierhof, zu einem Herrenhaus ausgebaut hatte und von der Burg ins Schloss übersiedelt war, verfiel die Burg.
Derzeitiger Eigentümer ist die Windhag’sche Stipendienstiftung. 1996 wurde die Burg vom Verein „Pölla Aktiv“ gepachtet, der die Ruine teilweise sanierte und für verschiedene Veranstaltungen nutzt.

## Film
- Alte Burgen und ihre neuen Herren in Niederösterreich. Dokumentarfilm, Österreich, 2018, 24 Min., Buch und Regie: Barbara Baldauf, Kamera: Ossi Denkmayr, Helmut Muttenthaler, Produktion: ORF, Reihe: Erlebnis Österreich, Erstsendung: 6. Mai 2018 bei ORF 2, Inhaltsangabe von ORF, online-Video.